# Rab szake
Rab szake (akad. rab šāqê, sum. lúgal.kaš.lul) – jedna z najważniejszych godności urzędniczych w starożytnej Asyrii, której nazwa tłumaczona jest zazwyczaj jako „wielki podczaszy” lub „naczelny podczaszy”. Biblijny rabsak z 2 Księgi Królewskiej (2 Krl 18:17–37) i Księgi Izajasza (Iz 36:1–22).

## Rab szake w Asyrii
Osoba nosząca tytuł rab szake pochodziła najczęściej z najbliższego otoczenia władcy. Odpowiedzialna była za napoje przygotowywane dla króla i jako taka odznaczać się musiała całkowitą lojalnością. Pełniący urząd wielkiego podczaszego należał do najwyższych urzędników dworskich i brał udział w podejmowaniu najważniejszych decyzji na szczeblu państwowym. Wzorem innych urzędników asyryjskich mógł łączyć swój urząd ze stanowiskiem gubernatora jednej z nadgranicznych prowincji. W trakcie działań wojennych pełnił czasem w zastępstwie króla funkcję głównodowodzącego armii asyryjskiej. Jak każdy urzędnik z najbliższego otoczenia króla wielki podczaszy pobierał wynagrodzenie w postaci ubrań i kruszców. Z zachowanej listy dostaw dla urzędników królewskich za panowania Sargonidów wiadomo, iż należały mu się 4 miny srebra i 3 sztuki odzieży wysokiej jakości. Pod względem wysokości wynagrodzenia plasowało go to na czwartym miejscu po głównodowodzącym wojsk, pierwszym ministrze i ministrze domu królewskiego. 
W asyryjskich listach i kronikach eponimów wielki podczaszy wymieniany jest z reguły po królu i naczelnym dowódcy wojsk (turtānu), po lub przed heroldem pałacu (nāgir ekalli) i przed intendentem pałacu (abarakku). 
Z imion znani są następujący rab szake:
- Aszur-nirka-da’’in – wielki podczaszy króla Aszurnasirpala II, ojciec królowej Mulissu-mukanniszat-Ninuy[9];
- Aszur-bunaja-usur – wielki podczaszy królów Salmanasara III (858–825 p.n.e.) i Szamszi-Adada V (823-811 p.n.e.); sprawował urząd eponima w 855, 844, 825 i 816 roku p.n.e.[10][11];
- Ninurta-kibsi-usur - wielki podczaszy króla Salmanasara III (858–825 p.n.e.), sprawował urząd eponima w 838 roku p.n.e.[10][12];
- Sil-beli – wielki podczaszy króla Adad-nirari III (810–783 p.n.e.); sprawował urząd eponima w 806 roku p.n.e.[13][9];
- Marduk-remanni – wielki podczaszy króla Salmanasara IV (782–772 p.n.e.); sprawował urząd eponima w 779 roku p.n.e.[9][14];
- Bel-dan – wielki podczaszy króla Aszur-nirari V (755–746 p.n.e.); sprawował urząd eponima w 750, 744 i 734 roku p.n.e.[11][15]
- Nabu-etiranni – wielki podczaszy króla Tiglat-Pilesera III (745–727 p.n.e.); sprawował urząd eponima w 740 roku p.n.e.[9][15]
- Nergal-szarru-usur - wielki podczaszy króla Asarhaddona (680-669 p.n.e.); sprawował urząd eponima w 678 roku p.n.e.[16]
- Aszur-garu’a-nere - wielki podczaszy króla Aszurbanipala (668–627? p.n.e.); sprawował urząd eponima po 648 r. p.n.e. (dokładna data nieznana)[17]

## Rab szake w Biblii
W dwóch miejscach w Biblii (2 Księga Królewska 18:17–37 i Księga Izajasza 36:1–22) został wymieniony nieznany z imienia rab szake (biblijny rabsak, rabszak, rabszake) asyryjskiego króla Sennacheryba (704–681 p.n.e.). Według przekazu biblijnego wysłany on został, wraz z dwoma innymi dostojnikami (turtanu i rab sza reszi) do Ezechiasza, króla Judy, z misją przekonania go do poddania Jerozolimy. Słynna jest jego szydercza mowa wygłoszona do wysłanników Ezechiasza i ludu jerozolimskiego, w której wzywa on ich do podporządkowania się Asyrii. 
W Kodeksie Leningradzkim, Septuagincie i Wulgacie tytuł rab szake (hebrajskie רַב־שָׁקֵה w Kodeksie Leningradzkim, greckie Ραψάκης w Septuagincie, łacińskie Rabsaces w Wulgacie) uznany został za imię asyryjskiego wysłannika, ale w komentarzach i leksykonach biblijnych znaleźć można często informację, że chodzi tu w rzeczywistości o urząd „naczelnego podczaszego”. W polskich przekładach Biblii tytuł ten czasem występuje jako imię własne, a czasem jako – tłumaczona lub nie – nazwa urzędu:
| polskie przekłady Biblii       | miejsce w Biblii                 | miejsce w Biblii          |
| polskie przekłady Biblii       | 2 Księga Królewska (2 Krl 18:17) | Księga Izajasza (Iz 36:2) |
| ------------------------------ | -------------------------------- | ------------------------- |
| Biblia Tysiąclecia             | „rabsak”                         | „rabsak”                  |
| Biblia poznańska               | „wielki podczaszy”               | „Rab-Szaq”                |
| Biblia warszawska              | „Rabszake”                       | „Rabszake”                |
| Biblia warszawsko-praska       | „rabsak”                         | „rabsak”                  |
| Uwspółcześniona Biblia gdańska | „Rabszak”                        | „Rabszak”                 |
| Przekład Nowego Świata         | „rabszak”                        | „rabszak”                 |

W niektórych starszych pracach z zakresu historii starożytnego Bliskiego Wschodu słowo rabsak używane jest zamiennie ze słowem rab szake.